# Carga central
En Física teórica, una carga central es un operador Z que conmuta con todos los otros operadores de simetría. El adjetivo "central" se refiere al centro del grupo de simetría (el subgrupo de elementos de un grupo que conmuta con todos los demás elementos del grupo original) o con el centro de un álgebra de Lie. En algunos casos, como por ejemplo en el caso de la teoría conforme de campos, una carga central puede conmutar con todos los operadores de un grupo, incluyendo también operadores que no sean operadores de simetría.
Una definición más precisa del concepto es que una carga central es la carga que corresponde, por el teorema de Noether, al centro de la extensión central del grupo de simetría.
En teorías con supersimetría, esta definición puede generalizarse para incluir supergrupos y superálgebras de Lie. En este caso, una carga central es cualquier operador que conmuta con todos los demás generadores de supersimetría. Las teorías con supersimetría extendida usualmente contienen operadores de este tipo. En teoría de cuerdas, en el formalismo de primera cuantización, estos operadores también tienen la interpretación de índice (Número cuántico topológico) de distintos tipos de cuerdas y branas.
En teoría conforme de campos, la carga central es un c-number (conmuta con el resto de operadores) que aparece en el conmutador de dos componentes del tensor energía-impulso de la teoría.
- Datos: Q3658596